# Гофман, Альберт Леонидович
Альберт Леонидович Го́фман (14 мая 1938, Тирасполь — 8 июля 2018, Москва) — советский и российский флейтист и музыкальный педагог. Народный артист РСФСР (1989).

## Биография
А. Л. Гофман родился 14 мая 1938 года в Тирасполе (ныне ПМР). Окончил МГК имени П. И. Чайковского в 1969 году у Ю. Г. Ягудина. С 1958 года солист оркестра МГАФ. Выступал в ансамбле с такими музыкантами, как Святослав Рихтер, Бэла Руденко, Давид Ойстрах и др. Исполнял в концертах и записывал широкий круг произведений, от концертов Боккерини, Перголези, Г. Ф. Телемана до сочинений Б. Мартину и С. Барбера.
С 1990 года преподавал в Институте имени Гнесиных. Среди учеников Гофмана солисты многих Московских и зарубежных оркестров: Сергей Турмилов, Елена Евтюкова, Сергей Гречанников, Юрий Прялкин, Александра Грот, Станислав Ярошевский, Алексей Морозов, Сергей Крюков, Семён Завьялов, и др.

## Звания и награды
- заслуженный артист Удмуртской АССР (1973)
- заслуженный артист РСФСР (1979)
- народный артист РСФСР (1989)
- Орден Почёта (2002)